# Милутин Ескић
Милутин Ескић (Бања Лука, 13. децембар 1886 — Бања Лука, 5. март 1936) био је српски свештеник и национални радник из Бањалуке. Потиче из старе свештеничке породице, која се истакла културном и политичком борбом за ослобађање од аустроугарске окупације БиХ.

## Биографија
Рођен је 13. децембра 1886. у Бањалуци. Потиче из старе бањалучке свештеничке породице.
Милутинов деда Симо Ескић био је архимандрит, а Милутинов отац Димитрије Ескић био је свештеник и српски национални радник, кога су аустроугарске власти ухапиле и 1914. спровеле у Арад, у коме је био интерниран од 1914. до смрти 1918. године. Због Ескића и њихове истакнуте улоге једна улица у Бањалуци се раније називала Ескића улица. Милутин Ескић је у Бањалуци завршио шест разреда реалне гимназије и након тога је наставио школовање на Призренској богословији, коју је завршио 1910. године. Вратио се у Бањалуку, где је од 1. маја 1911 обављао дужност у црквеном суду у Бањалучкој епархији. Заједно са оцем и братом подржао је 1907. Сарајевску резолуцију, којом су Срби започели политичку борбу против аустроугарске окупације. Један је од потписника телеграма, у коме је бањалучка Српска омладина 6. јуна 1907. изражавала своју подршку Сарајевској резолуцији од 11. маја 1907. Сарађивао је у многим српским просветним, културним и хуманитарним друштвима. Био је вишегодишњи члан одбора Просвјете из Бањалуке. Аустроугарске власти су га прогониле током Првог светског рата. Од 1912. до 1922. био је секретар бањалучког митрополита Василија Поповића. За ђакона је рукоположен 9. јануара 1919, а за презвитера 10. јануара 1919. Од 1922. до 1924. обављао је дужност помоћног референта при епархијском суду. Од 1924. до 1935. био је свештеник у парохији Ребровац. Током 1935. бањалучка парохија је раздељена на два дела, па је постављен за пароха Друге бањалучке парохије. Преминуо је након једне болничке операције 5. марта 1936. у Бањалуци. Пошто је супруга умрла пре њега, иза њега је остало двоје незбринуте деце.